# João Ramos e Silva
João Ramos e Silva (Rio de Janeiro, 29 de novembro de 1896 – 21 de novembro de 1983) foi um médico brasileiro.
Formado em medicina em 1918, defendendo tese sobre arsenoterapia da sífilis em 1919. Foi eleito membro da Academia Nacional de Medicina em 1961, sucedendo Olympio Oliveira Ribeiro da Fonseca na Cadeira 43, que tem Francisco Freire Alemão como patrono.